# Trevor Philips
Trevor Philips es un personaje ficticio de la saga de videojuegos Grand Theft Auto. Hizo su primera aparición en el videojuego Grand Theft Auto V, siendo uno de los principales personajes junto a Michael De Santa y Franklin Clinton. Trevor es interpretado por el actor canadiense Steven Ogg.

## Diseño y personalidad
Su aspecto es el de una persona con falta de higiene, descuidada y con un lenguaje bastante vulgar. Su fecha de nacimiento es a finales de la década de 1960. Es un sociopata, ladrón de bancos, asesino y narcotraficante. Tiene un carácter bastante temperamental y puede llegar a ser muy sanguinario si lo provocan, aunque bastante leal con sus amigos. Es uno de los personajes más malvados y destructivos de la saga Grand Theft Auto.
Uno de los guionistas de Grand Theft Auto V, Dan Houser, afirma que el diseño de Trevor se realizó con base en la idea de querer mostrar otra cara de la criminalidad, siendo una contraparte de Michael, otro de los tres protagonistas del juego el cual representaría a ese criminal que quiere tener siempre todo bajo control; define a Trevor como «una persona guiada únicamente por su deseo y su ego, carente de escrúpulos, sin importarle el mañana; actúa como un psicópata, sin remordimientos, pero puede llegar a ser muy sentimental en determinadas circunstancias».

## Historia
Nacido en la frontera de EE. UU. y Canadá, Trevor se crio en una familia disfuncional, con un padrastro maltratador y una madre emocionalmente inestable que se dedicaba a la prostitución. Trevor nunca llegó a conocer a su padre biológico y su infancia estuvo marcada por la violencia y la indisciplina. Debido a que era un apasionado de los aviones decide iniciar una carrera en la Fuerza Aérea, siendo soldado piloto pero tuvo que retirarse debido a sus problemas psicológicos. Por ello, Trevor decide iniciarse en la vida criminal, primero mediante pequeños golpes (atracos, contrabando, etc.). Cierto día, conoce a Michael Townley, otro delincuente profesional con el que resulta que congenia y se compenetra, dedicándose ambos a grandes golpes a bancos, uniéndose a ellos ocasionalmente otros personajes como Brad Snider o Lester Crest (este último, dadas sus limitaciones físicas al padecer caquexia, apoyándoles mediante logística).
La vida de Trevor sufrirá un giro drástico cuando Michael Townley conoce a su esposa Amanda, una bailarina de estriptis con la que tendrá dos hijos. Como forma de salvaguardar el futuro de su familia y el suyo propio, Michael perpetra un atraco en un banco de Ludendorff, con la intención de que la banda sea capturada, pues él había llegado a un acuerdo con el FIB (contraparte satírica del FBI en la vida real). Sin embargo, el plan de Michael no sale según lo esperado: Brad muere, Michael es herido en el tiroteo y Trevor se ve obligado a huir.

### EnGrand Theft Auto V
El jugador encarna a Trevor diez años después del atraco fallido de Ludendorff. Trevor reside en Sandy Shores, un pueblo a las afueras de Los Santos, donde dirige un pequeño entramado criminal dedicado al tráfico de metanfetaminas y al contrabando de armas con México. Esta es la situación imperante, hasta que Trevor descubre que su viejo amigo Michael, al que creía muerto, reside en Los Santos. Tras reencontrarse con su antiguo compañero, Trevor descubre que Michael había fingido su muerte y residía ahora en la clandestinidad con su familia, cambiando su apellido a «De Santa».
Debido a que Michael estaba siendo chantajeado por el FIB, Trevor se ve involucrado en los asuntos de Michael, colaborando de nuevo con él junto con otro conocido de Michael, a quien este último ve como su discípulo u otro hijo: el joven Franklin Clinton. Sin embargo, Trevor no ha perdonado a su viejo amigo por su traición, manteniendo ambos una tensa relación en toda la trama del juego. Trevor además ejecuta un golpe contra Merryweather, una compañía paramilitar privada (parodia de Blackwater), lo que supondrá otro problema añadido. A esto se suma que Trevor termina secuestrando a Patricia Madrazo, la esposa de Martín Madrazo, un poderoso narcotraficante mexicano que opera en Los Santos, por lo que Trevor y Michael se ven obligados a huir al norte para escapar de las garras de Madrazo. Con Patricia inicia una peculiar relación, hasta que se ve forzado a devolverla a Madrazo para saldar su deuda.
En una de sus habituales discusiones con Michael, Trevor descubre la verdad sobre Brad, al cual él creía preso: Brad en realidad murió tras el atraco en Ludendorff. Trevor acude al cementerio de dicho pueblo donde, efectivamente, descubre el cadáver de Brad en la tumba de Michael, desatándose un tiroteo cuando las Tríadas, enemistadas con Trevor, acuden a eliminarlo. Trevor corta relaciones con Michael, excepto para su último golpe en el Union Depository, tras el cual vuelven a distanciarse.
En la última misión del juego, el personaje de Franklin se ve obligado a escoger entre tres opciones: matar a Trevor por orden del FIB, matar a Michael por orden del excéntrico multimillonario Devin Weston, o arriesgarse e intentar salvar a ambos. El destino de Trevor depende de la decisión que tome el jugador:
- Matar a Trevor: Franklin cita a Trevor para eliminarlo confirmándole la orden del FIB de quitarlo de en medio. Trevor huye a través de la autopista, mientras Franklin se alía con Michael para acabar juntos con él. Finalmente Trevor se estrella con su vehículo contra un depósito de gasolina frente a los ojos de Franklin y Michael; el primero le da un tiro (aunque si tarda más de la cuenta, será Michael quien se encargue de ejecutarle) causando que la gasolina prenda y queme vivo a Trevor.[12]

- Matar a Michael: Franklin decide aceptar el encargo de Devin Weston, por lo que llama a Trevor para que lo ayude en su misión, a lo que Trevor se niega, afirmando que ambos no son más que traidores. Tras la muerte de Michael, Trevor cortará su amistad con Franklin.[12]

- Arriesgar la vida: en esta última opción, Franklin decide salvar a sus dos compañeros teniéndoles una trampa al FIB y Merryweather; Trevor se alía con Michael y Franklin en una fábrica a las afueras de Los Santos, donde despachan a los mercenarios y miembros del NOOSE. Posteriormente, tras hacer finalmente las paces y decidir sus nuevos objetivos, Trevor elimina a Steve Haines, el agente corrupto del FIB que encargó su muerte. En su última misión conjunta secuestran y acaban con Devin Weston, prometiendo los tres que convivirán como amigos a partir de entonces.[12]

### EnGrand Theft Auto Online
Trevor es un personaje principal de Grand Theft Auto Online, el modo multijugador en línea de Grand Theft Auto V, ambientado varios meses antes de la historia para un jugador. Ofrece misiones al jugador tras alcanzar el rango 13 y robar el laboratorio de metanfetamina rodante de Trevor durante un trabajo. Cuando el jugador llega a su caravana, Trevor exige una compensación por el laboratorio de metanfetamina robado y le encarga realizar varios trabajos, que generalmente consisten en robar drogas a bandas rivales, principalmente a The Lost MC, y matar a los traficantes. Trevor desempeña un papel importante en la actualización de Golpes de 2015, donde planea uno de los golpes que aparecen en la actualización. Este "golpe" consiste en el robo de drogas a varias bandas, como a los Lost, los hermanos O'Neil, Los Santos Vagos y los Ballas, que Trevor planea vender para obtener grandes beneficios. Tras recoger todos los cargamentos de droga, Trevor y los jugadores los entregan en el punto de venta. Trevor les adelanta su parte y se marchan. Al llegar el comprador, Trevor se da cuenta rápidamente de que se trata de una operación encubierta, momento en el que sufre una emboscada de la Agencia de Observación de Drogas (DOA), pero logra escapar, aunque sin las drogas.
Aunque Trevor no vuelve a tener más apariciones, Ron lo menciona en la actualización de 2017, Contrabando, ambientada en ese mismo año, unos años después de la historia para un jugador. Ron, tras ser abandonado por Trevor, contacta con el jugador para iniciar su propia operación de contrabando, y al encontrarse, el primero habla brevemente de Trevor, diciendo que se ha "ido a Vinewood" y se ha convertido en un "gurú" y "entrenador de estilo de vida", lo que confirma que Trevor sigue vivo tras los sucesos de Grand Theft Auto V. Además, la actualización de 2019, The Diamond Casino & Resort, incluye una mención de los sucesos de "La tercera vía", lo que implica que tanto Trevor como Michael sobreviven canónicamente a los sucesos del modo historia. Trevor también es mencionado en la actualización de 2020, Golpe a Cayo Perico, que incluye una foto lasciva de él y Patricia Madrazo, lo que confirma que tuvieron una aventura. En la actualización de 2021, El contrato de Dre, en la que se lo menciona como una de las varias personas que visitan a Franklin en su nueva agencia, "F. Clinton and Partner", que dirige con la ayuda del personaje del jugador; y en la actualización de 2022, Guerra de drogas en Los Santos, cuando Ron informa al jugador que Trevor ha dejado Sandy Shores y que la mayoría de los activos de Industrias Trevor Philips han sido abandonados.

## Recepción
El personaje de Trevor Philips fue muy bien recibido por la crítica y la comunidad de jugadores, sobre todo por su errática e impredecible personalidad; es este rasgo de su diseño lo que le ha hecho ganarse los elogios de la prensa especializada, catalogándolo como un «personaje inolvidable, para bien o para mal». Autores como Eva Cid del medio Vandal catalogaron a Trevor Philips como «una pieza maestra pensada para legitimar los comportamientos reprobables del jugador [...] es la carta blanca para desatar el caos más absoluto», lo que para esta autora no dejan de ser tres maneras de interpretar los roles (refiriéndose a los personajes) que ofrecen los creadores de GTA V.